# Oberamt Welzheim

Karte der württembergischen Oberämter, Stand 1926

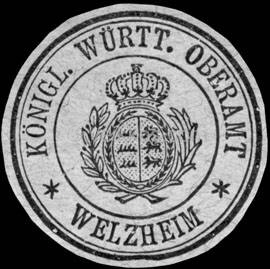
Briefsiegel des Oberamts Welzheim

Das Oberamt Welzheim (von 1810 bis 1819 Oberamt Lorch) war ein württembergischer Verwaltungsbezirk (auf beigefügter Karte #61), der 1934 in Kreis Welzheim umbenannt und 1938 aufgelöst wurde, wobei seine Gemeinden auf die Landkreise Waiblingen (Rechtsnachfolger), Gmünd, Backnang und Göppingen verteilt wurden. Allgemeine Bemerkungen zu württembergischen Oberämtern siehe Oberamt (Württemberg).

## Geschichte
Der Welzheimer Wald und der südlich angrenzende Abschnitt des Remstals gehörten mehrheitlich schon vor 1800 zu Württemberg, waren aber auf mehrere Ämter verteilt und mit Gebietsteilen anderer Herrschaften durchsetzt. Im Zuge der von Napoleon angestoßenen Neuordnung wurde 1807 das Oberamt Welzheim aus dem früheren Kammerschreibereiamt Welzheim und dem Hauptteil des Klosteramts Lorch gebildet und bis 1810 um weitere Orte vergrößert. 1810 verlegte man den Verwaltungssitz nach Lorch, 1819 zurück nach Welzheim. Der von 1818 bis 1924 dem Jagstkreis zugeordnete Bezirk grenzte an die Oberämter Backnang, Gaildorf, Gmünd, Göppingen, Schorndorf und Waiblingen.

### Ehemalige Herrschaften

Oberamt Lorch, Gebietsstand 1813, mit den früheren Herrschafts- und Ämtergrenzen
Legende

1813, nach Abschluss der Gebietsreform im Königreich Württemberg, setzte sich der Bezirk aus Bestandteilen zusammen, die im Jahr 1800 zu folgenden Herrschaften gehört hatten:
Die Liste nennt nur die größeren Orte vollständig; auf eine erschöpfende Aufzählung der zahlreichen Einzelhöfe wird verzichtet.
- Herzogtum Württemberg
  - Kammerschreibereiamt Welzheim: Welzheim, Höldis;
  - Oberamt Schorndorf: Plüderhausen mit Waldhausen, Oberkirneck, Strauben und Mannholz, Rudersberg mit Ebni, Oberndorf, Mittel- und Oberschlechtbach, Unterschlechtbach (teilweise);
  - Oberamt Göppingen: Beutenhof, Anteile an Burgholz und Radelstetten;
  - Oberamt Backnang: Eckartsweiler, Gausmannsweiler, Seiboldsweiler;
  - Klosteramt Lorch: Lorch, Brech, Brend (teilweise), Bruck, Pfahlbronn, Rienharz, Aichstrut, Cronhütte, Eberhardsweiler, Enderbach, Groß-, Klein- und Hangendeinbach, Wustenriet, Lenglingen;
  - Klosteramt Adelberg: Kaisersbach mit Ebersberg, Gmeinweiler und Mönchhof, Kirchenkirnberg mit Oberneustetten und Gärtnershof, Buchengehren, Mittelweiler, Voggenberg;
  - Klosteramt Murrhardt: Unterneustetten, Bruch, Mettelbach, Weidenhof.
- Grafschaft Limpurg
Zum Landesteil Limpurg-Sontheim-Gaildorf des Grafen Pückler gehörten Unterschlechtbach (teilweise), Lindental, Breitenfürst, Gebenweiler, Metzelhof.
- Reichsstadt Gmünd: Wetzgau, Pfersbach, Sachsenhof, Waldau.
- Reichsritterschaft
Beim Ritterkanton Kocher der schwäbischen Ritterschaft waren immatrikuliert:
  - Alfdorf (Freiherr vom Holtz),
  - Wäschenbeuren (geteilt zwischen Freiherr von Freyberg und Graf von Thurn, Valsassina und Taxis).
  - Der Hetzenhof gehörte zum Rittergut Eybach des Grafen von Degenfeld-Schonburg.

## Gemeinden

### Einwohnerzahlen 1845
Folgende Gemeinden waren 1845 dem Oberamt unterstellt:
| Nr. | frühere Gemeinde   | Einwohnerzahl 1845 | Einwohnerzahl 1845 | heutige Gemeinde |
| Nr. | frühere Gemeinde   | evangel.           | kathol.            | heutige Gemeinde |
| --- | ------------------ | ------------------ | ------------------ | ---------------- |
| 1   | Welzheim           | 2725               | 5                  | Welzheim         |
| 2   | Alfdorf            | 1865               | 87                 | Alfdorf          |
| 3   | Groß-Deinbach      | 727                | 420                | Schwäbisch Gmünd |
| 4   | Kaisersbach        | 2285               | 3                  | Kaisersbach      |
| 5   | Kirchenkirnberg    | 1142               | 3                  | Murrhardt        |
| 6   | Lorch              | 2442               | 1                  | Lorch            |
| 7   | Pfahlbronn         | 1649               | 69                 | Alfdorf          |
| 8   | Plüderhausen       | 2154               | 2                  | Plüderhausen     |
| 9   | Rudersberg         | 3183               | 8                  | Rudersberg       |
| 10  | Unter-Schlechtbach | 1310               | –                  | Rudersberg       |
| 11  | Wäschenbeuren      | 43                 | 1397               | Wäschenbeuren    |
| 12  | Waldhausen         | 1470               | 4                  | Lorch            |
|     | Summe              | 20996              | 1999               |                  |

### Änderungen im Gemeindebestand seit 1813

Gemeinden und Markungen um 1860

Das Staatshandbuch von 1815 verzeichnet als lokale Verwaltungseinheiten die zehn Stäbe Lorch, Alfdorf, Kaisersbach, Lenglingen, Plüderhausen, Rienharz, Rudersberg, Unterneustetten, Wäschenbeuren und Welzheim. Nachdem die Verfassung von 1819 die Grundlage für die kommunale Selbstverwaltung bereitet hatte, konstituierten sich die Gemeinden im modernen Sinne. Waldhausen löste sich von Plüderhausen. Aus dem Rudersberger Stab entstanden die Gemeinden Rudersberg, Oberndorf, Mittelschlechtbach und Unterschlechtbach. Einige Gemeinden verlegten ihren Verwaltungssitz und änderten den Namen entsprechend: Lenglingen wurde zu Großdeinbach, Unterneustetten zu Kirchenkirnberg, Rienharz zu Pfahlbronn.
1834 wurde Oberndorf nach Rudersberg eingemeindet, Mittelschlechtbach nach Unterschlechtbach.
1840 erhielt Welzheim das Stadtrecht.
1865 erhielt Lorch das Stadtrecht.
1933 wurde der Ziegerhof von Wäschenbeuren nach Maitis (Oberamt Göppingen) umgemeindet.
1938 wurde Wetzgau von Großdeinbach nach Schwäbisch Gmünd umgemeindet.

## Amtsvorsteher
- 1807–1810: Christian Friedrich Bolley (1763–1824)
- 1810–1817: Johann Carl Seubert (1760–1845)
- 1817–1820: Franz von Knapp (1791–1855)
- 1820–1821: Johann Christoph Friedrich von Stockmayer (1766–1821)
- 1822–1830: Friedrich Günzler (1789–1874)
- 1830–1831: Wilhelm Gottlob Heinrich Oesterlen (1787–1831)
- 1831–1837: Gustav Christian Friedrich Scholl (1798–1837)
- 1837–1842: Carl von Kirn (1805–?)
- 1842–1847: Carl Friedrich Leemann (1805–?)
- 1847–1856: Carl Wilhelm von Heinz (1816–1887)
- 1856–1861: Gottlob Friedrich Bernhard von Schippert (1820–1893)
- 1861–1866: Karl von Luz (1824–1899)
- 1866–1872: Wilhelm Gottlob Eisenbach (1823–1885)
- 1872–1877: Wolfgang Christian Weidner (1825–?)
- 1877–1882: Heinrich Stahl (1834–1906)
- 1882–1887: Johann Adam Kirchgraber (1829–?)
- 1887–1893: Karl Wilhelm Friedrich Vellnagel (1848–1893)
- 1893–1902: Wilhelm Waiblinger (1857–?)
- 1902–1909: Reinhold Gärtner (Oberamtmann) (1864–?)
- 1909–1918: Hermann Grimm (1866–1960)
- 1919–1924: Franz Bertsch (1868–1951)
- 1924–1931: Walter Clausnitzer (1883–1934) nicht mehr planmäßig wegen geplanter Auflösung
- 1932–1933: Walter Bertsch (1900–1952)
- 1933–1938: Willy Ritter (1899–?)